# Nationalliga A (Eishockey) 1963/64
Die Saison 1963/64 war die 26. reguläre Austragung der Nationalliga A, der höchsten Schweizer Spielklasse im Eishockey. Zum zweiten Mal in seiner Vereinsgeschichte wurde der HC Villars Schweizer Meister, während der HC Ambrì-Piotta in die NLB abstieg.

## Modus
In einer gemeinsamen Hauptrunde spielte jede der zehn Mannschaften in Hin- und Rückspiel gegen jeden Gruppengegner, wodurch die Gesamtanzahl der Spiele pro Mannschaft 18 betrug. Der Tabellenerste wurde Schweizer Meister, während der Tabellenletzte direkt in die zweite Liga abstieg. Für einen Sieg erhielt jede Mannschaft zwei Punkte, bei einem Unentschieden einen Punkt. Bei einer Niederlage erhielt man keine Punkte.

## Hauptrunde

### Abschlusstabelle
| Pl. | Team                      | Sp. | S  | U | N  | Tore  | Pkt. |
| --- | ------------------------- | --- | -- | - | -- | ----- | ---- |
| 1.  | HC Villars                | 18  | 14 | 3 | 1  | 83:35 | 31   |
| 2.  | EHC Visp                  | 18  | 13 | 1 | 4  | 78:46 | 27   |
| 3.  | SC Bern                   | 18  | 12 | 1 | 5  | 83:49 | 25   |
| 4.  | Grasshopper-Club          | 18  | 11 | 3 | 4  | 69:54 | 25   |
| 5.  | Zürcher SC                | 18  | 7  | 1 | 10 | 86:91 | 15   |
| 6.  | EHC Kloten                | 18  | 7  | 1 | 10 | 55:71 | 15   |
| 7.  | Young Sprinters Neuchâtel | 18  | 7  | 0 | 11 | 62:86 | 14   |
| 8.  | SC Langnau                | 18  | 4  | 2 | 12 | 47:72 | 10   |
| 9.  | HC Davos                  | 18  | 3  | 4 | 11 | 47:79 | 10   |
| 10. | HC Ambrì-Piotta           | 18  | 3  | 2 | 13 | 59:86 | 8    |

Der HC Villars konnte seinen Titelgewinn aus der Vorsaison souverän verteidigen und verlor nur eines seiner 18 Saisonspiele.